# Afton (Minnesota)
Afton és una població dels Estats Units a l'estat de Minnesota. Segons el cens del 2000 tenia 2.839 habitants.

## Demografia
Segons el cens del 2000, Afton tenia 2.839 habitants, 996 habitatges, i 833 famílies. La densitat de població era de 43,5 habitants per km².
Dels 996 habitatges en un 37,3% hi vivien nens de menys de 18 anys, en un 75,5% hi vivien parelles casades, en un 5,1% dones solteres, i en un 16,3% no eren unitats familiars. En el 12,6% dels habitatges hi vivien persones soles el 3,6% de les quals corresponia a persones de 65 anys o més que vivien soles. El nombre mitjà de persones vivint en cada habitatge era de 2,85 i el nombre mitjà de persones que vivien en cada família era de 3,11.
Per edats la població es repartia de la següent manera: un 26,8% tenia menys de 18 anys, un 5,6% entre 18 i 24, un 23,7% entre 25 i 44, un 35,5% de 45 a 60 i un 8,3% 65 anys o més.
L'edat mediana era de 42 anys. Per cada 100 dones de 18 o més anys hi havia 97,6 homes.
La renda mediana per habitatge era de 89.095 $ i la renda mediana per família de 96.087 $. Els homes tenien una renda mediana de 64.135 $ mentre que les dones 37.300 $. La renda per capita de la població era de 36.338 $. Cap de les famílies i el 0,6% de la població estaven per davall del llindar de pobresa.

## Poblacions més properes
El següent diagrama mostra les poblacions més properes.